# Falces
Falces là một đô thị trong tỉnh và cộng đồng tự trị Navarre, Tây Ban Nha. Đô thị này có dân số là 2.507 người. Đô thị nằm ở độ cao m trên 294 mực nước biển, cách tỉnh lỵ 57,2 km.

## Các đô thị giáp ranh
Peralta, Marcilla, Funes, Caparroso, Miranda de Arga, Tafalla, Olite, Lerín, Andosilla.

## Biến động dân số
| Biến động dân số | Biến động dân số | Biến động dân số | Biến động dân số | Biến động dân số | Biến động dân số | Biến động dân số | Biến động dân số | Biến động dân số | Biến động dân số | Biến động dân số |
| 1996             | 1998             | 1999             | 2000             | 2001             | 2002             | 2003             | 2004             | 2005             | 2006             | 2007             |
| ---------------- | ---------------- | ---------------- | ---------------- | ---------------- | ---------------- | ---------------- | ---------------- | ---------------- | ---------------- | ---------------- |
| 2 661            | 2 595            | 2 604            | 2 591            | 2 569            | 2 545            | 2 536            | 2 575            | 2 603            | 2 597            | 2 583            |
| Nguồn:           |                  |                  |                  |                  |                  |                  |                  |                  |                  |                  |

==Tham khảo==
1. ↑  Falces et instituto de estadística de navarra